# コルポスコピー

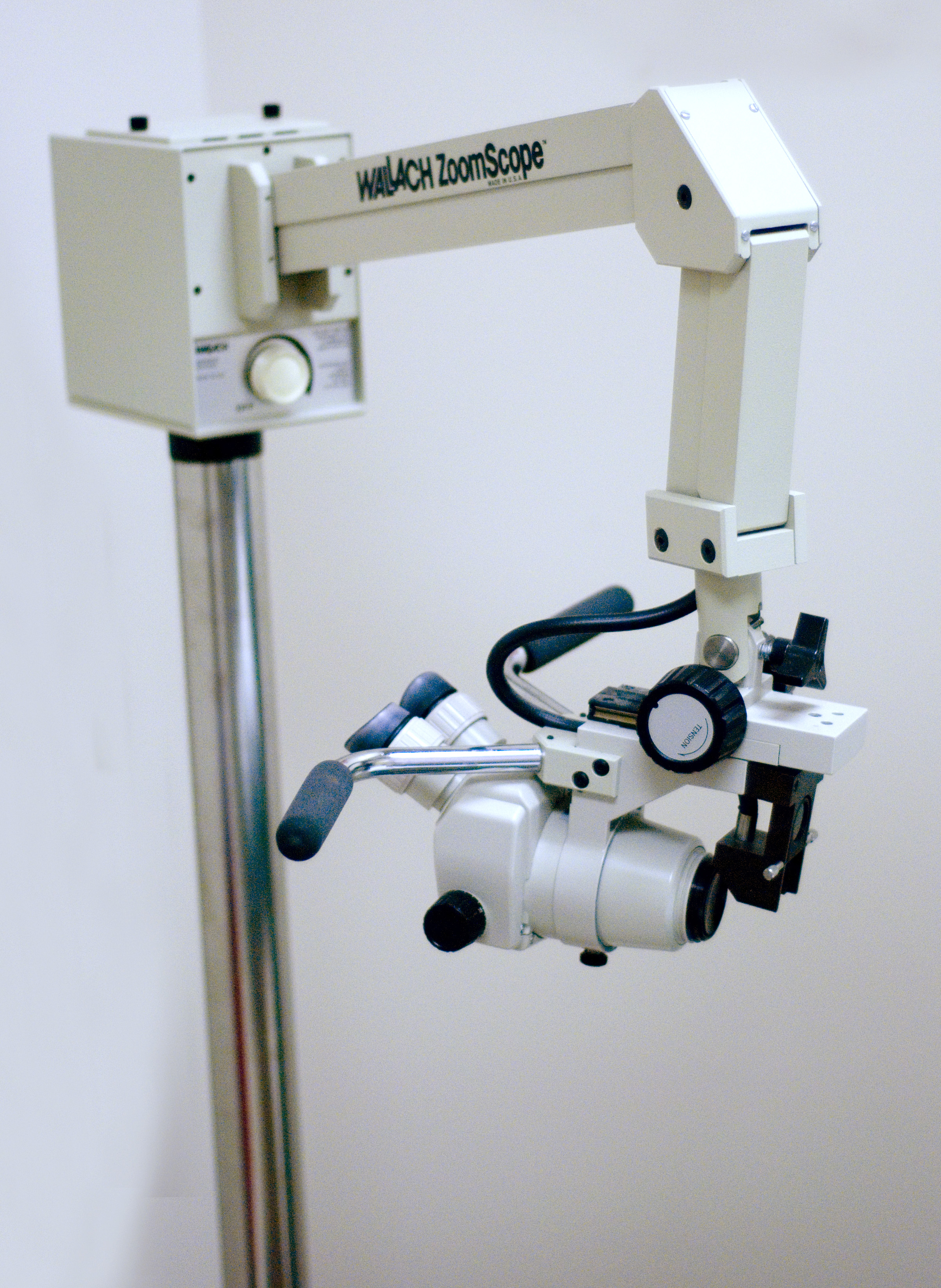
コルポスコープ

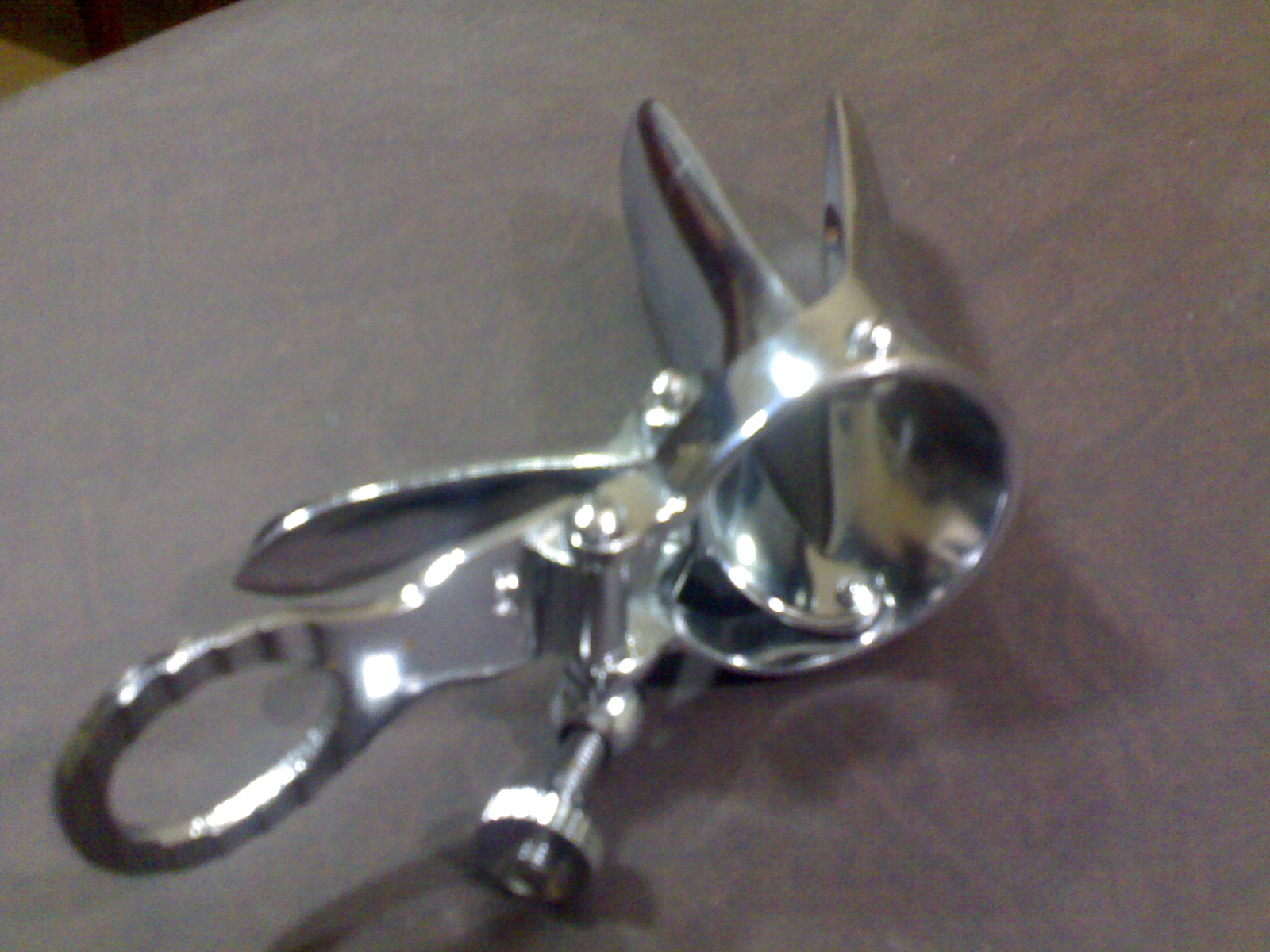
腟鏡

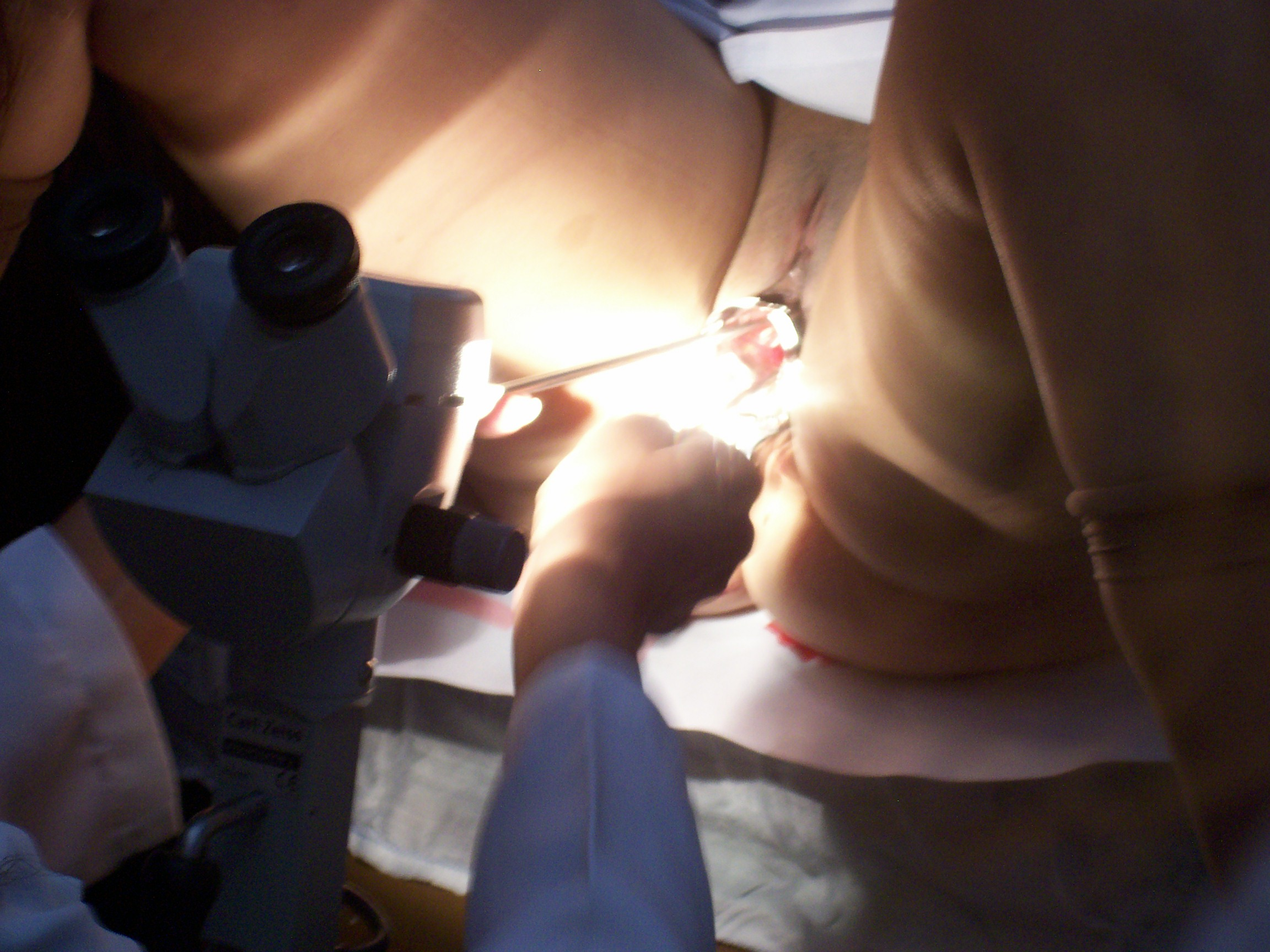
コルポスコープを使った子宮頚部の診察風景

コルポスコピー（英: Colposcopy）とは、腟の外にカメラ機器を置き、腟の奥にある子宮頸部を拡大観察する検査法。

## 適応
婦人科で一般に子宮頸癌やその前段階の検査に用いられる。通常のスクリーニング検査で異常や疑いがあったときに、二次検査として行われることが多い。

## 方法の例
1. 腟に腟鏡を挿入する
2. 腟鏡を展開し、子宮頚部を露出する
3. 精液や残留物が残っていれば洗浄を行う
4. 子宮頚部に3％酢酸液を散布して異常血管などを見えやすくする
5. その状態でコルポスコープを使用して観察を行う（通常観察）
6. 染色液としてトルイジンブルーを散布する
7. その状態でコルポスコープを使用して観察を行う（色素観察）
8. 必要に応じて、生検や細胞診の検体採取を行う
9. 生検による出血がある場合は、タンポンを残して腟鏡を撤去して終了する